# Беларуски железници
„Беларуски железници“ (на беларуски: Беларуская чыгунка; на руски: Белорусская железная дорога) е националната държавна железопътна компания на Беларус.
Управлява цялата железопътна транспортна мрежа и превози в Беларус. В нея работят 112 173 души към 2005 г.

## Общи
Компанията, създадена през 1992 г. след разпадането на Съветския съюз, е един от наследниците на съветските железници. Администрира 5512 км железопътна линия с 1,520 мм междурелсие. Най-важната гара на железопътната линия е Минск терминал, централната гара на столицата.
Oттчита се пред министерството на транспорта и към 2010 г. се състои от 84 организации; 46 предприятия, 38 институции и 7 фабрики / заводи.  Железопътната мрежа е разделена на 6 отдела: регионите около Минск, Барановичи, Брест, Гомел, Могилев и Витебск. 

## Състав
Електрически локомотиви
- ChS4t; Електрически локомотив Co'Co '
- VL80, BCG-1; локомотиви с двойна единица (Bo'Bo ') – (Bo'Bo')

Дизелови локомотиви
- M62, TE10, TE116, TEP60, TEP70, ChME3; Дизелови електрически локомотиви Co'Co '
- TGK2; двуосен дизелов маневрист

Пътнически локомотиви
- DR1; дизел множество единици
- ER9, Stadler FLIRT (EP g, EP r, EP m); електрически множество единици
- DP1, DP3, DP6 Pesa; дизелов двигател за услугите Минск-Вилнюс. [3]

## Галерия
- ЖП Гара в Гродно
- Композиция в Минск
- ЖП Гара в Брест
- Карта на електрификация